# Onthophagus ribbei
Onthophagus ribbei är en skalbaggsart som beskrevs av Antoine Boucomont 1914. Onthophagus ribbei ingår i släktet Onthophagus och familjen bladhorningar. Inga underarter finns listade i Catalogue of Life.